# مزرعه محمد قبادی
مزرعه محمد قبادی یک منطقهٔ مسکونی در ایران است که در دهستان رستاق (داراب) واقع شده‌است. مزرعه محمد قبادی ۲۲ نفر جمعیت دارد.